# Майкопское
Майкопское (также Майкопский) — село в Гулькевичском районе Краснодарского края России. Входит в состав Гулькевичского городского поселения.

## География

### Улицы
| - пер. Западный, - пер. Кирова 1-й, - пер. Кирова 2-й, - пер. Кубанский, - ул. Базарная, - ул. Береговая, - ул. Восточная, - ул. Гагарина, - ул. Гуличенко, | - ул. Звездная, - ул. Кирова, - ул. Короткая, - ул. Кубанская, - ул. Мира, - ул. Озерная, - ул. Приозерная, - ул. Пролетарская, - ул. Садовая, | - ул. Северная, - ул. Советская, - ул. Суворова, - ул. Школьная, - ул. Шурховецкого, - ул. Южная. |

## Население
| 2002 | 2010  | 2021  |
| ---- | ----- | ----- |
| 4118 | ↘4106 | ↗4216 |